# Algerijns-Arabisch
Algerijns-Arabisch is een dialect van het Arabisch dat gesproken wordt in het noorden van Algerije. Het behoort tot de Maghrebijnse dialecten en is nauw verwant aan het Marokkaans en Tunesisch-Arabisch. Net als de meeste Maghrebijnse dialecten heeft het Algerijns een Arabische woordenschat met invloeden vanuit het Berbers, Turks, Frans en Spaans. Algerijns Arabisch is de moedertaal van 75% tot 80% van de Algerijnen, en wordt beheerst door 95% tot 100% van hen. Het is in wezen een gesproken taal die wordt gebruikt in dagelijkse communicatie en entertainment, terwijl het klassieke Arabisch over het algemeen gereserveerd is voor officieel gebruik en onderwijs.